# Het slavenschip (Turner)

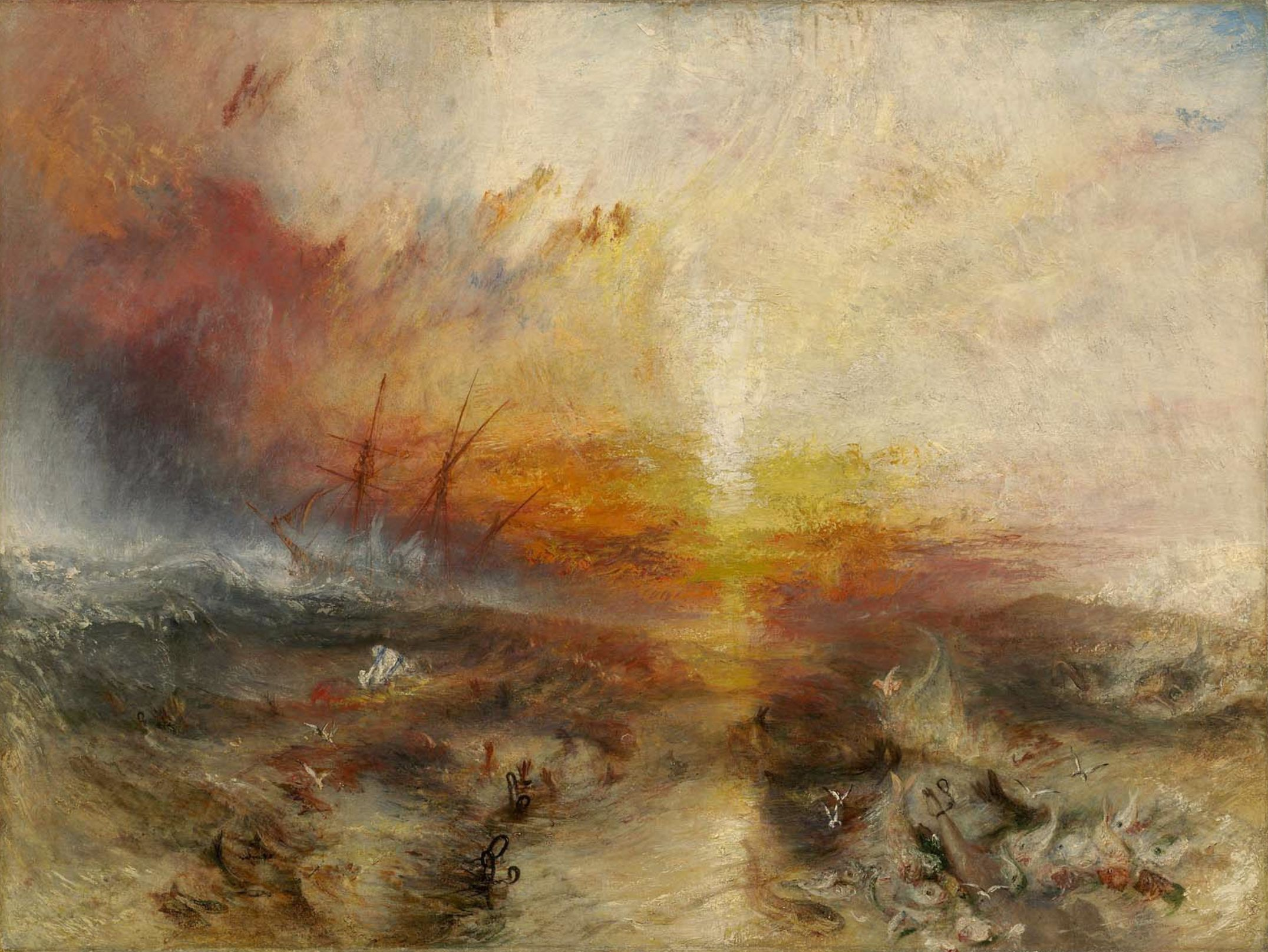
Joseph Mallard William Turner. Slave Ship (Slavers Throwing Overboard the Dead and Dying, Typhon Coming On). 1840

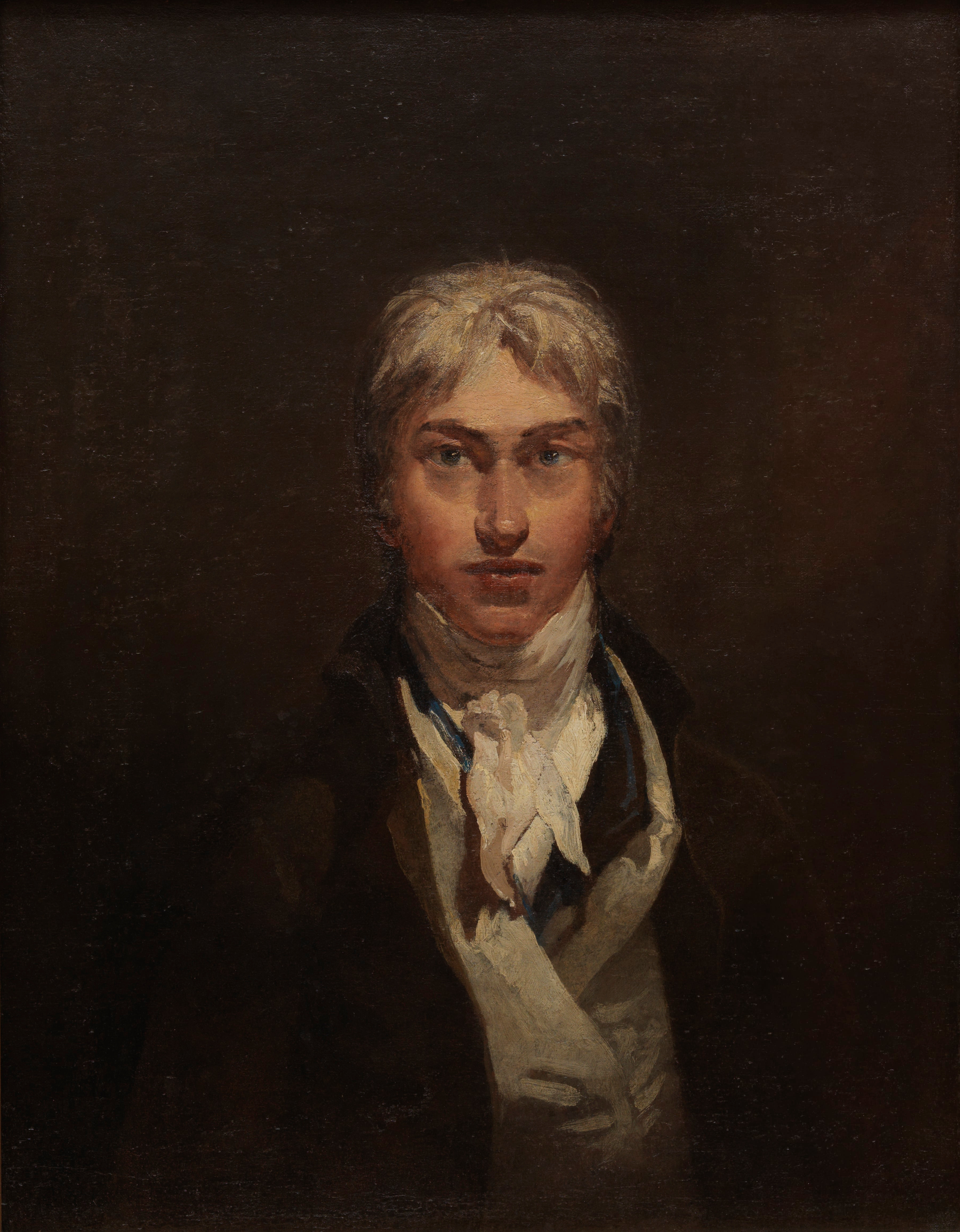
Joseph Mallord William Turner. Self-Portrait ca.1799

Het slavenschip (Slavers Throwing Overboard the Dead and Dying, Typhon Coming On), olieverf op doek (91 x 123 cm), is een schilderij van de Britse kunstenaar J.M.W. Turner dat in 1840 voor het eerst werd tentoongesteld in de Royal Academy of Arts. Het behoort tot de collectie van het Museum of Fine Arts (Boston).
In dit klassieke voorbeeld van een romantisch zeegezicht of marine, heeft Turner een tumultueuze zee afgebeeld waar aan de horizon een slavenschip te zien is. In zijn kielzog zien we her en der drenkelingen in het kolkende water liggen. Voor Turner was een fragment over het Engelse slavenschip Zong, in The History and Abolition of the Slave Trade van Thomas Clarkson waarvan de tweede editie in 1839 werd gepubliceerd, wellicht aanleiding om Slave Ship te schilderen. De eerste tentoonstelling van het schilderij in 1840 viel samen met internationale protestacties van abolitionisten die streefden naar afschaffing van de slavernij. Toen het schilderij in de daaropvolgende jaren van eigenaar wisselde, ontstond er een scala aan tegenstrijdige interpretaties. Hoewel het werk over het algemeen wordt bewonderd om zijn spectaculaire atmosferische effecten, zijn de meningen over de relatie tussen stijl en onderwerp verdeeld.

## Achtergrond

### Historische achtergrond
In 1781 had de kapitein van de Zong, een Engels slavenschip dat binnenliep in Jamaica, opdracht gegeven om 132 slaafgemaakten overboord te gooien toen het drinkwater bijna op was. Op die manier hoopte men verzekeringsgelden te innen. Slaafgemaakten die een natuurlijke dood stierven werden namelijk niet gedekt door een verzekering. Het kwam tot een rechtszaak die veel aandacht kreeg en leidde tot steunbetuigingen voor afschaffing van de slavernij. Hoewel het proces niet overtuigend werd geacht, was het een belangrijke katalysator in de beweging van het Britse abolitionisme en inspireerde Turner om het incident op het schilderij Slave Ship af te beelden.
Hoewel in 1727 de eerste georganiseerde Britse beweging voor afschaffing van slavernij was opgericht, werd in het Britse Rijk de slavenhandel pas in 1807 officieel afgeschaft. In 1833 werd de slavernij afgeschaft in de Britse koloniën. Na de hervorming van het Britse Rijk was er momentum voor universeel abolitionisme. De beweging werd voornamelijk gedreven vanuit humanitaire motieven, maar de wens om deze praktijk in concurrerende landen te beëindigen, had ook economische redenen.

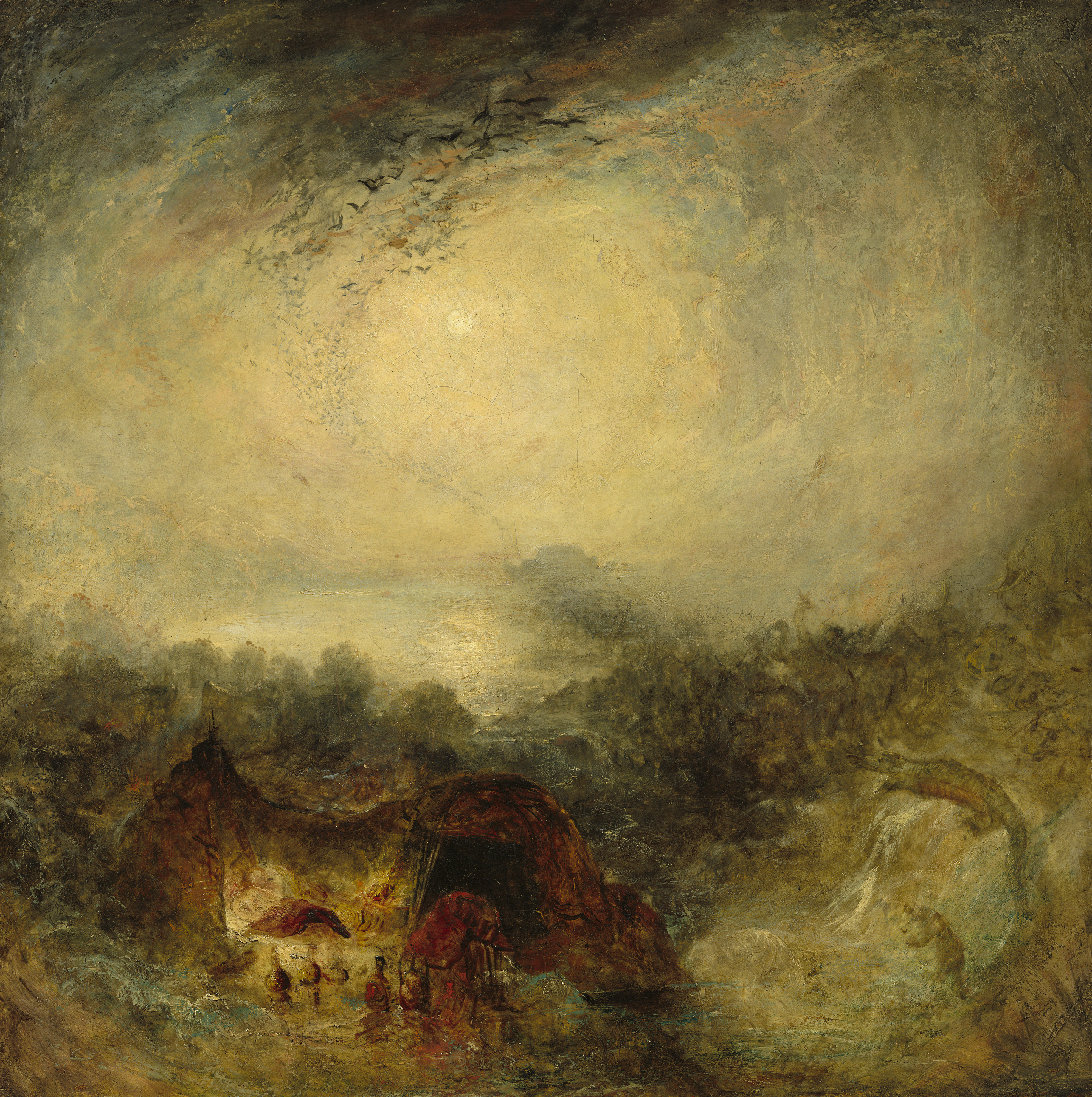
J.M.W. Turner. The Deluge (De Zondvloed). 1843

### J.M.W. Turner
Joseph Mallard William Turner, geboren in 1775 in Londen, was een bekende 19e-eeuwse landschapsschilder die hoog aangeschreven stond vanwege zijn stijlvernieuwing. Hij was breed opgeleid als kunstenaar. Op veertienjarige leeftijd begon hij met lessen aan de Royal Academy of Arts (Londen). Daarnaast deed hij ervaring op met het maken van topografische tekeningen en aquarellen, als leerling van de arts en psychiater dr. Thomas Monro, en ontwikkelde zijn interesse in landschappen en uniek kleurgebruik.
Door zijn liberale overtuigingen en interesse voor de actualiteit, kwam Turner in direct contact met de acties en publicaties van Britse anti-slavernijverenigingen uit de negentiende eeuw: de Society for the Mitigation and Gradual Abolition of Slavery Through the British Dominions (1823-1838) en de British and Foreign Anti-Slavery Society (opgericht in 1839). Het vormde zijn opvattingen over afschaffing van de doodstraf. Als abolitionist wilde Turner zeer graag een bijdrage leveren aan internationale demonstraties voor afschaffing van de slavernij, zoals in de Verenigde Staten. Een eerste kunstzinnige bijdrage van Turner aan de anti-slavernijbeweging maakte hij in 1828 toen hij een gravure van zijn schilderij The Deluge opdroeg aan de bekende abolitionist John Joshua Proby. Twaalf jaar later, mogelijk na het lezen van The History and Abolition of the Slave Trade van Thomas Clarkson en artikelen over de muiterij op de Amistad en de daaropvolgende rechtszaak in de Verenigde Staten, verwerkte Turner deze gruwelijke gebeurtenissen in zijn schilderij Slave Ship.

#### Tentoonstelling in de Royal Academy of Arts
In 1840 werden in Londen twee belangrijke internationale anti-slavernijconventies gehouden: "The General Anti-Slavery Society" en de "Society of the Extinction of the Slave Trade and the Civilization of Africa." Turners expositie van Slave Ship in de Royal Academy of Arts vond tegelijk plaats met deze conventies. Met deze openbare representatie van een gruwelijke gebeurtenis die toeschouwers aan het verleden van het Britse Rijk herinnerden, wilde de kunstenaar een emotionele reactie oproepen over de onmenselijke slavenhandel die op dat moment in andere delen van de wereld nog steeds gaande was. Gezien de context van de eerste tentoonstelling is het schilderij waarschijnlijk geïnterpreteerd als een politieke oproep tot actie.
Toen Turner het doek in 1840 tentoonstelde in de Royal Academy of Arts, liet hij het vergezeld gaan van het volgende fragment van zijn onvoltooide en ongepubliceerde gedicht Fallacies of Hope (1812).
"Aloft all hands, strike the top-masts and belay; Yon angry setting sun and fierce-edged clouds Declare the Typhon's coming.Before it sweeps your decks, throw overboardThe dead and dying – ne'er heed their chainsHope, Hope, fallacious Hope!Where is thy market now?"

## Beschrijving

### Onderwerp
Op het eerste gezicht wekt het schilderij de indruk van een enorme, dieprode zonsondergang boven een stormachtige zee, teken van een naderende tyfoon. Deze onheilspellende tyfoon wordt verder aangegeven door een dramatisch weergegeven onweerswolk, die vanuit de linkerhoek de zichtbare ruimte binnendrijft, met uitwaaierende, rijke kleuren in een kleurloze hemel. Als je beter kijkt zie je in de verte een zeilschip wegvaren. Het schip is een snel varend zeilschip dat door slavenhandelaars werd gebruikt om te ontsnappen aan marinepatrouille. Het wordt gekenmerkt door zijn "lage, magere lijnen en boeg." Het schip heeft rood gekleurde masten, passend bij de bloedrode kleur van de lucht en de ziekelijke koperkleur van het water, waardoor de lijnen tussen verschillende objecten op het schilderij vervagen. De zeilen van het schip zijn gehesen, wat aangeeft dat de bemanning van het schip zich voorbereidt op de tyfoon.
In de rechterhoek op de voorgrond steekt een enkel donker gekleurd been met een ijzeren ketting om de enkel uit het water. Het is aannemelijk dat het hier de figuur een naakte vrouw betreft, gezien de vage aanduiding van blote borsten helemaal onderaan de afbeelding, onder het been. Om het been cirkelt een chaotische zwerm zeemeeuwen en vissen, alsof de vrouw aas voor ze is. Een vis nadert met geopende bek het hectische tafereel. Het geweld wordt versterkt door de toegevoegde rode vlekken, als bloedvlekken, rondom de kop van de vis. Kleinere donkere ledematen steken uit het woelige water aan de linkerkant, omringd door losse kettingen, verwijzend naar de vele andere slaafgemaakten die van het schip zijn gegooid en als drenkelingen achtergelaten. Vissenstaarten in het water rondom de verdrinkende slaafgemaakten vergroten het verontrustende tafereel.

### Artistieke stijl
Zoals in veel van Turners werken ligt de nadruk op interacties tussen de kleuren. We zien slechts enkele gedefinieerde penseelstreken in het schilderij. Objecten worden eerder door kleur dan door lijnen aangeduid. Sommige objecten, zoals de lichamen van de slaafgemaakten en de naderende storm, zijn onbegrensd en worden alleen afgebakend door het contrast met omringende kleuren. De meest opvallende kleuren zijn het rood van de zonsondergang die het water en het schip binnendringt en het kastanjebruin van de lichamen en handen van de slaafgemaakten. Dit is kenmerkend voor de schilderstijl van Turner die kleuren vaak aanzet en details weglaat om vormen vloeiender en aansprekender te maken, wat een emotionele reactie bij de kijker oproept. Op het hoogtepunt van zijn carrière beperkte Turner de elementen van een landschap tot een minimum en koos voor geabstraheerde details door vage vormen en kleuren.

## Analyse en interpretatie

### Analyse
Turners nadruk op kleur in plaats van ontwerp is typerend voor veel romantische werken uit de negentiende eeuw. Vage vormen en de alomtegenwoordigheid van de bloedrode kleur van de zonsondergang illustreren het idee dat de natuur superieur is aan de mens. Turners bedoelingen worden duidelijker wanneer het schilderij wordt beschouwd in relatie tot de omstandigheden van het werkelijk plaatsgevonden incident met het slavenschip de Zong. Dit vond namelijk niet plaats tijdens een storm op een kalme zee. Turner schilderde de naderende tyfoon en zonsondergang om commentaar te geven op de gruweldaden in de slavenhandel. Andere kleuren in het schilderij, zoals het koele blauw van de oceaan en de zwarte schuimkoppen, brengen de razende beweging van de oceaan tot leven en geven de kijker een gevoel van de catastrofale aard van het tafereel. De compositorische keuze om de slaafgemaakten als drenkelingen kleiner afgebeeld in de marge te portretteren en het slavenschip in de verte op de achtergrond, gedeeltelijk verdwijnend in de wazige atmosfeer, ten gunste van de betoverende kleurenpracht van de zonsondergang en oceaan, geeft vooral nadruk op de overweldigende kracht van de natuur, ten koste van de mens.

### Het sublieme
Door de nadruk te leggen op de natuur in plaats van op figuren of objecten, roept Turner de esthetische kwaliteit op van 'het sublieme' van de filosoof Edmund Burke. Het idee van het sublieme is de totale machteloosheid en panische angst van de mensheid tegenover de natuur. Door de kracht van de golven en de zon te dramatiseren, integreert Turner in Slave Ship Burke's definitie van de term. Turners beslissing om het tafereel uit te beelden met een reeks snelle, verhevigde penseelstreken in plaats van zorgvuldig gedefinieerde lijnen, draagt bij aan de intensiteit van het schilderij. Het maakt hierdoor op de beschouwer een nog verpletterender indruk. Deze geabstraheerde weergave van het landschap is een dramatisering van de pure kracht van de natuur. De aandacht van de kijker wordt getrokken door minder kenmerkende details van het Zong-bloedbad. De dynamische, levendige kleuren van de storm bewegen zich over een afwisselend betrokken en heldere lucht en roepen een gevoel van de overweldigende macht van de natuur op. Onregelmatige, diagonale en elkaar overlappende zeestromingen die onmerkbaar overgaan in donkerrode kleurschakeringen aan de horizon, creëren een desoriënterend effect. Dit geeft de kijker het gevoel direct in de krachtige en onstabiele entropie van de open zee te zijn geplaatst.
Turner toont ook sublieme elementen door de verschrikkingen en het geweld van de drenkelingen op de voorgrond van het schilderij. Dit geweld wordt nog versterkt door de rode tinten rondom de zwaaiende ledematen en de zeemonsters die op de lijdende slachtoffers jagen. De verspreide objecten en misvormde lichamen, drijvend in hoge golven, dragen bij aan de zichtbare chaos van het tafereel.

### Interpretaties
De sublieme effecten in combinatie met het onderwerp van Slave Ship gaven aanleiding tot verschillende interpretaties. Een daarvan is dat de naderende tyfoon symbool staat voor een belemmerende, goddelijke vergelding voor de immoraliteit van de slavenhandel. Dit sentiment wordt in Slave Ship visueel ondersteund door de naderende tyfoon die als een schaduw boven het slavenschip hangt. De interpretatie wordt ondersteund door de poëzie van abolitionisten uit de negentiende eeuw. Goddelijke interventie was een gebruikelijke manier om commentaar te leveren op de onvermijdelijke neergang van de slavenhandel. The Dying Slave, een gedicht van Thomas Day, is representatief voor de gemeenschappelijke toon van gedichten uit de negentiende eeuw en heeft hoogstwaarschijnlijk Turners interpretatie van het incident met het slavenschip Zong beïnvloed.
Thanks righteous God! - Revenge shall yet be mine;
Yon flashing lightning gave the dreadful sign,
I see the flames of heavenly anger hurl'd
I hear your thunders shake a guilty world
The time has come the fated hour is nigh,
When guiltless blood shall penetrate the sky
For Africa triumphs - his avenging rage
No tears can soften, and no blood assuage.
He smites the trembling waves, and at the shock
Their fleets are dash'd upon a rock.
He waves his flaming dart, and o'er their plains
In mournful silence, Desolation reigns."
In een andere interpretatie is het slavenschip waarop de slaafgemaakten overboord werden gezet niet het schip aan de horizon maar een slavenschip waarop de toeschouwers naar het tafereel kijken. De originele titel van het schilderij, Slavers Throwing Overboard the Dead and Dying -Typhon coming on en de begeleidende dichtregels van Fallacies of Hope, zijn veelzeggende voortekenen van de gebeurtenissen die uitmonden in het tafereel dat op het schilderij wordt afgebeeld. In deze context wordt de kapitein van de Zong ertoe aangezet om "de doden en stervenden overboord te gooien - zonder aandacht voor hun kettingen", zoals in het gedicht staat. De feitelijke weergave van de daaropvolgende scène biedt echter 'ontologische onzekerheid', omdat de zichtbare details niet overeenkomen met de veronderstelde opeenvolging van gebeurtenissen. De drenkelingen bevinden zich op de voorgrond van het tafereel terwijl het slavenschip in de verte is afgebeeld. Als deze scène direct volgt op het overboord gooien van de doden en stervenden door de kapitein (wat wordt ondersteund door de titel, het gedicht en de zichtbare, ijzeren kettingen die op het wateroppervlak), dan is deze ruimtelijke positionering onmogelijk. En dus is het logisch dat de kijker zich aan boord van het slavenschip bevindt.
Slave Ship is volgens sommige toeschouwers Turners reactie op de industriële revolutie. Het schilderij kan worden gezien als een allegorie voor de uitbuiting van slaafgemaakten en menselijke arbeid ten gunste van machines en economische vooruitgang. Het thema wordt uitgebeeld door de wrede kapitein die wordt overvallen door een naderende storm. De storm kan echter ook worden gezien als een weergave van de overheersende positie van de natuur over de mens en de ultieme zinloosheid van de poging om in het kader van vooruitgang de maatschappij te industrialiseren.

## Ontvangst en kritiek
Toen Slave Ship in 1840 voor het eerst werd geëxposeerd in de Royal Academy of Arts, waren toegestroomde critici verbijsterd over het gruwelijke onderwerp en de geabstraheerde stijl. In een beroemde recensie stelt William Makepeace Thackeray de retorische vraag: "Is het schilderij subliem of bespottelijk? Ik zou het echt niet weten." Anderen bleven hameren op Turners kleurgebruik en zijn fixatie op de verwoestende impact van de natuur.
Nadat John Ruskin het schilderij in 1844 van zijn vader had gekregen, publiceerde hij een essay in Modern Painters waarin hij zijn waardering voor het werk onder woorden brengt. Het werd een veelgelezen tekst en leidde tot een beter begrip bij het grote publiek. In het essay wordt de kijker direct tegenover het schilderij geplaatst. De verhevenheid van het schilderij roept een emotionele reactie op. Dankzij Ruskins essay hadden mensen het fysieke schilderij niet per se nodig om te voelen dat ze het hadden ervaren. De verering van Ruskin voor het kunstwerk is evident als hij schrijft: "Als ik Turners onsterfelijke roem op een werk zou moeten baseren, dan is het dit schilderij." Ruskin had echter zijn eigen criticasters. Met name Mark Twain, die in zijn boek A Tramp Abroad uit 1880, Deel 1 - Hoofdstuk XXIV schrijft:
Ruskin verkocht het schilderij uiteindelijk in 1872. Het werd geëxposeerd in het Metropolitan Museum of Art in New York. Na Ruskins publicatie trok het veel belangstelling van het publiek en werd hoog aangeschreven vanwege de atmosferische effecten. Turners onverdeelde aandacht voor de esthetiek van het schilderij, boven het onderwerp, viel niet altijd even goed bij de kunstcritici. Zoals een kunstcriticus van de New York Times opmerkte: "Het is de grootse, kunstzinnige visie op een slavenhandelaar die op zee in gevaar is, waar de gemiddelde kunstpelgrim naar op zoek is. Wat hij vindt is slechts een wonder van licht en kleur."
Slave Ship werd in 1876 op een kunstveiling gekocht door Alice Hooper en zij exposeerde het in het Museum of Fine Arts in Boston, waar het nog steeds hangt. In de hoofdgalerij van het museum werden hand-outs van Ruskins beroemde essay uitgereikt. In een door het museum samengestelde beschrijving worden de visuele kenmerken van het schilderij verbonden met de geschiedenis van de slavenhandel en de abolitionistische context die eraan ten grondslag ligt. Omdat kijkers steeds beter geïnformeerd raakten over de achterliggende historische en ethische thema's van Turners olieverfschilderij, ontstond de vraag bij het publiek of de esthetische behandeling van het onderwerp moreel te verantwoorden was.

### Ethisch dilemma
Uit de algemene reacties op het schilderij tijdens de expositie in het Metropolitan Museum of Art is af te leiden dat door de esthetiek van het zeegezicht en het marginaliseren van kenmerkende details van het Zong-incident kijkers de historische context volledig over het hoofd zouden kunnen zien. Veel critici hebben sindsdien met dit dilemma geworsteld. Vormen de esthetische effecten van Slave Ship een verstoring van het (gewelddadige) onderwerp of wordt het daardoor juist versterkt? Wie van mening is dat de boodschap wordt versterkt door de schilderkunstige stijl, gaat er vanuit dat het verheven aanzicht van een overweldigende oceaan en naderende tyfoon commentaar levert op de verschrikkingen van de slavenhandel. De kijker wordt door de configuratie van de figuren op de voorgrond rechtstreeks geconfronteerd met de verdrinkende slaafgemaakten. Zoals kunstcriticus en professor George Landow uitlegt: "Juist de nabijheid van stervende slaafgemaakten voor het oog van de toeschouwer, is de erkenning dat de natuur die het schip rechtvaardig bestraft, dezelfde natuur is die onschuldige drenkelingen onrechtvaardig laat verdrinken." De weersomstandigheden kunnen ook worden geïnterpreteerd als een verhevigd voorgevoel van de ondergang van het slavenschip en daarmee van het definitieve einde van de slavenhandel.
Er zijn echter ook critici die beweren dat de aandacht van de kijker wordt opgeslokt door de esthetische aspecten van het tafereel. Het kunstwerk eigent zich de tragische gebeurtenis toe voor artistiek genot. In de woorden van de criticus Tobias Döring zijn "de verschrikkingen van de [slaven]handel getransfigureerd tot esthetische objecten voor de geprivilegieerde toeschouwer. Er ontstaat een geheime medeplichtigheid tussen het geweld en de kunstkenner." Een andere criticus, Sarah Fulford, sluit zich hierbij aan: "De stervende slaafgemaakten worden volledig genegeerd om "de gruwel van de slavernij tot esthetisch subliem moment te verheffen". Ze gaat zelfs nog een stapje verder als ze stelt dat het commercialiseren van kunst die slachtoffers van slavenhandel afbeeldt gelijk staat aan de daadwerkelijke slavenhandel. Vanuit dit perspectief staat de esthetisering van het incident synoniem met het profiteren van slavernij.

## Nalatenschap
In 2006 was het schilderij het onderwerp in aflevering 5 van de achtdelige mini-televisieserie van de BBC Simon Schama's Power of Art, uitgezonden door BBC Two.